# Dylan Marshall
Dylan Stardust Marshall (Californië) is een personage uit de sitcom Modern Family dat vertolkt wordt door Reid Ewing.

## Biografie
Dylan had lange tijd geen plannen om verder te studeren, en hoopte om door te kunnen breken met zijn muziek. Uiteindelijk beslist hij toch om verpleegkunde te gaan studeren.
De meeste familieleden zien Dylan als dom en vooral Claire vindt hem niet goed genoeg voor haar dochter. Uiteindelijk zal Claire wat milder worden in haar oordeel over Dylan.
Dylan is altijd vriendelijk tegen iedereen en doorheen de serie spreekt hij nooit kwaad. Zijn domme opmerkingen brengen hem soms in genante situaties, maar dat kan hem weinig schelen.
Doorheen de seizoenen heeft Dylan met Haley een knipperlichtrelatie en, na getrouwd te zijn geweest met een andere vrouw, trouwt hij met Haley. Samen krijgen ze een tweeling, een jongen en een meisje.
Bedenkers: Steven Levitan · Christopher Lloyd 

Hoofdpersonages: Jay Pritchett (Ed O'Neill) · Gloria Delgado-Pritchett (Sofía Vergara) · Claire Dunphy (Julie Bowen) · Phil Dunphy (Ty Burrell) · Mitchell Pritchett (Jesse Tyler Ferguson) · Cameron Tucker (Eric Stonestreet) · Luke Dunphy (Nolan Gould) · Haley Dunphy (Sarah Hyland) · Manny Delgado (Rico Rodriguez II) · Alex Dunphy (Ariel Winter) · Lily Tucker-Pritchett (Aubrey Anderson-Emmons) · Joe Pritchett (Jeremy Maguire)

Voornaamste nevenpersonages: Dylan Marshall (Reid Ewing) · Andy Bailey (Adam DeVine) · Pameron Tucker (Dana Powell)  · Ben (Joe Mande) · Frank Dunphy (Fred Willard) · Pepper Saltzman (Nathan Lane) · Ronaldo (Christian Barillas) · Stella (Brigitte the Dog) · Larry (Frosty the Cat)